# G.I. Joe: The Rise of Cobra
G.I. Joe: The Rise of Cobra är en amerikansk långfilm. Filmen är en spelfilmsadaptation av leksakerna G.I. Joe (går under namnet Action Force i Storbritannien). Filmen regisseras av Stephen Sommers och de som medverkar i filmen är Channing Tatum som Conrad S. Hauser (Duke), en sergeant tillhörande truppen G.I. Joe. Dennis Quaid spelar generalen Clayton M. Abernathy (Hawk), ledare för G.I. Joe och Rachel Nichols spelar Shana M. O'Hara (Scarlett), en skicklig kampsportstjej. Skurkarna i filmen spelas av Christopher Eccleston som James McCullen XXIV (Destro), huvudskurken i den onda truppen Cobra; Joseph Gordon-Levitt som Doktorn (Cobra Commander), Destros boss och Sienna Miller som Destros partner Anastasia de Cobray (Baronessan). 
Filmen hade biopremiär i USA 7 augusti 2009.
En uppföljare kallad G.I. Joe: Retaliation hade biopremiär i mars år 2013.

## Handling
James McCullen XXIV (Christopher Eccleston) har utvecklat ett vapen som kan äta upp all sorts metall, nanomiter. En grupp soldater fraktar en vapenväska med McCullens nanomitstridsspetsar till en mötesplats, men de blir attackerade av en ondskefull grupp som kallas Cobra. Cobra lyckas nästan ta stridsspetsarna när en grupp kallad G.I. Joe kommer till undsättning. De enda överlevande soldaterna är Conrad S. "Duke" Hauser (Channing Tatum) och Wallace A. "Ripcord" Weems (Marlon Wayans). G.I. Joe tar Duke och Ripcord samt stridsspetsarna till deras högkvarter Hålet i Egypten. Där får McCullen dem att öppna vapenväskan för att se om stridsspetsarna är oskadda, vilket de är, men när de öppnade väskan aktiverades dess spårsändare som sen gör att Cobra hittar Hålet och stjäl stridsspetsarna. Då kommer Ripcord på att McCullen är den som ligger bakom alltihop, men vad ska han med stridsspetsarna till egentligen?    

## Rollista (i urval)
- Channing Tatum – Conrad S. Hauser / Duke
- Sienna Miller – Ana Lewis / Anastasia de Cobray / Baronessan
- Joseph Gordon-Levitt – Rexford "Rex" Lewis / Doktorn / Cobra Commander
- Ray Park – Snake Eyes
- Lee Byung-Hun – Thomas S. Arashikage / Storm Shadow
- Marlon Wayans – Wallace A. Weems / Ripcord
- Christopher Eccleston – James McCullen XXIV / Destro
- Dennis Quaid – Clayton M. Abernathy / General Hawk
- Adewale Akinnuoye-Agbaje – Hershel Dalton / Heavy Duty
- Rachel Nichols – Shana M. O'Hara / Scarlett
- Saïd Taghmaoui – Abel Shaz / Breaker
- Jonathan Pryce – USA:s president
- Arnold Vosloo – Zartan
- Gregory Fitoussi – Baron Daniel de Cobray
- Kevin J. O'Connor – Dr. Mindbender
- Gerald Okamura – Hard Master
- David Murray – James McCullen (1641)
- Karolína Kurková – Courtney A. Kreiger / Cover Girl
- Brendan Fraser – Geoffrey Stone IV / Sergeant Stone